# منطقة بانياس
منطقة بانياس منطقة سورية إدارية تتبع محافظة طرطوس ومركزها مدينة بانياس، بلغ تعداد سكان المنطقة 174,233 نسمة حسب التعداد السكاني لعام 2004.

## نواحي منطقة بانياس
- ناحية مركز بانياس
- ناحية الروضة
- ناحية العنازة
- ناحية القدموس
- ناحية حمام واصل
- ناحية الطواحين
- ناحية تالين